# Нормальный (фильм, 2009)
«Нормальный» (англ. Normal) — психологический триллер 2009 года. Главное действующее лицо фильма — серийный убийца Питер Кюртен (1883—1931). Несмотря на то, что этот человек существовал в действительности, большинство деталей фильма вымышлены (например, на самом деле жена Кюртена выдала его полиции; в фильме же она убеждена в его невиновности).

## Сюжет
Питер Кюртен — серийный убийца, за несколько лет своей «деятельности» убивший восемь человек. В ходе судебного процесса над ним, ему назначен адвокат — молодой и амбициозный Юстус Венер, который видит лишь один путь смягчения наказания: доказать, что Кертен психически болен. Но убийца не соглашается на такую линию обороны, да к тому же его жена Мари утверждает, что Питер не виновен, несмотря на то, что у следствия имеются более чем веские доказательства обратного…

## Награды
Режиссёр ленты, Юлиус Шевчик, получил приз за лучшую режиссуру на Шанхайском кинофестивале 2009 года.

## В ролях
- Милан Княжко — Питер Кюртен
- Антонин Швейда — Петер Кюртен в юности
- Дагмар Вешкрнова — Мари Кюртен
- Павел Гайдос — Юстус Венер
- Зузана Кайнарова — клерк на ресепшне
- Мирослав Таборски — Клейн
- Зора Поулова — госпожа Клейнова
- Теодора Богнарова — Кристинка Клейнова
- Ян Власак — Вендж
- Мето Йовановски — Судья
- Eлена Станишева — Eва
- Бланка Ярошова — Жозефина Будлик